# Parc d'État d'Eden Gardens
Le parc d'État d’Eden Gardens (en anglais : Eden Gardens State Park) est une réserve naturelle située dans l'État de Floride, au sud-est des États-Unis, dans le comté de Walton. Le parc comprend des sentiers de promenade le long du bayou Tucker et la maison Wesley : cette demeure de deux étages est entourée par un porche à colonnes. Elle se trouve dans un jardin et un bois de chênes (Quercus virginiana). Elle était la propriété des Wesley, une famille floridienne qui s’est enrichie grâce à l’industrie du bois. Elle fut achetée en 1963 par Lois Maxon et sert de cadre à une importante collection de meubles de style Louis XVI. Cinq ans plus tard, elle en fit don à l’État de Floride.

## Photographies

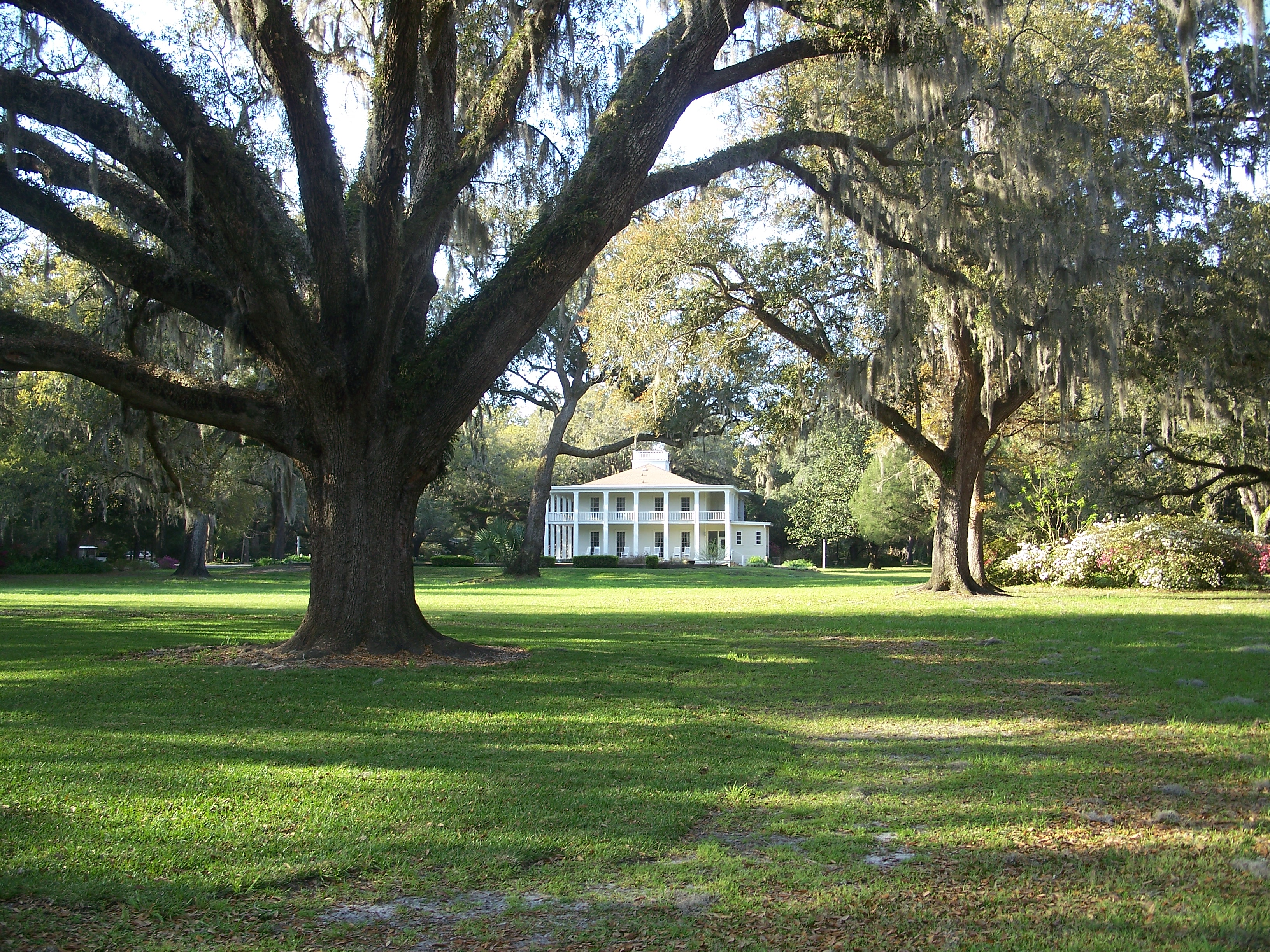
Maison Wesley
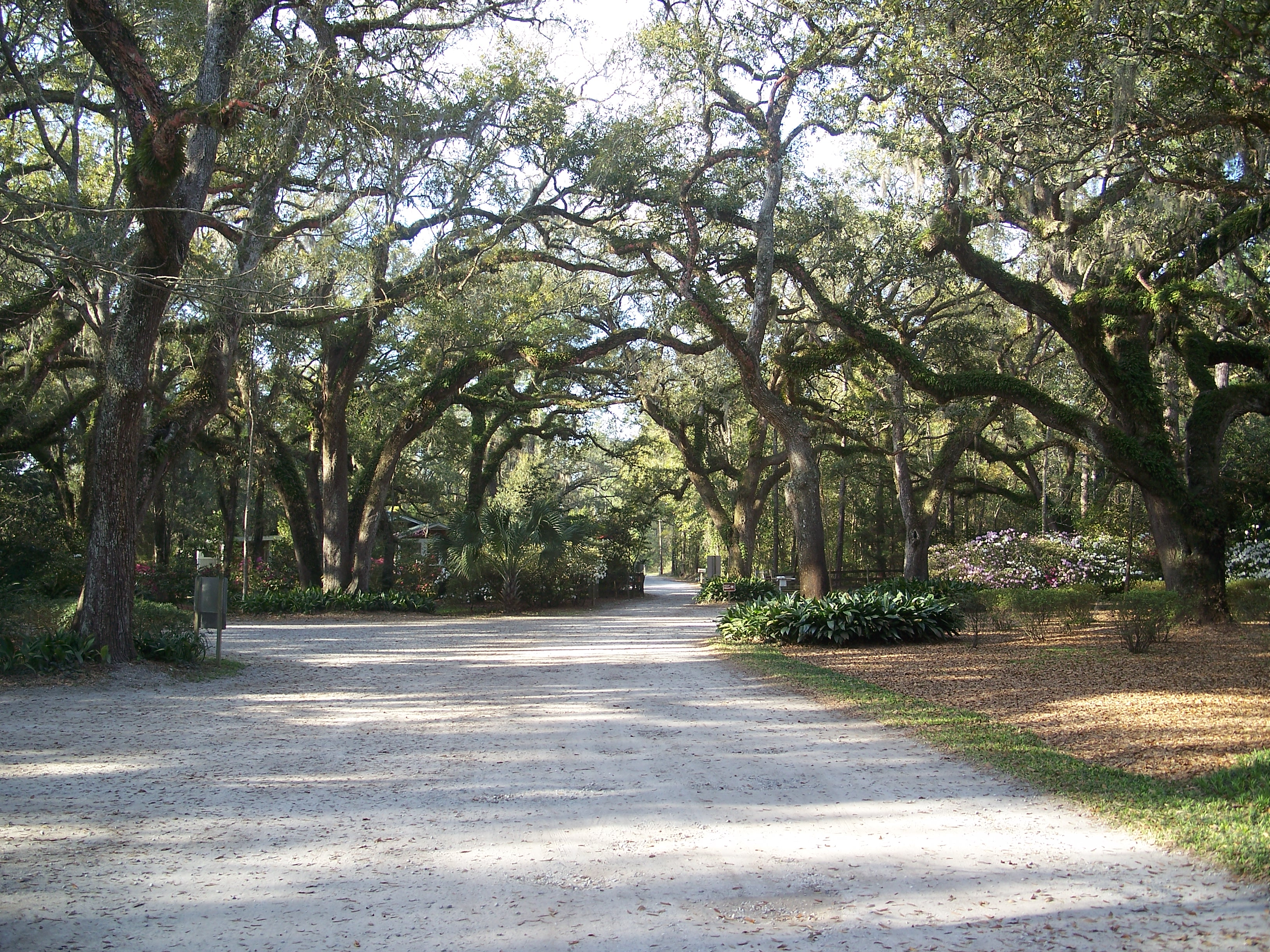
Jardins